# 哈里森小型都會區
哈里森小型都會區，美国人口调查局定義為哈里森小型都會統計區（Harrison Micropolitan Statistical Area），為涵蓋阿肯色州布恩縣與牛頓縣的小型都會區，核心城市為哈里森。根據2010年美國人口普查，此小型都會區內的人口有42,556人（2009年7月1日估計約有45,012人）。

## 縣份
- 布恩縣
- 牛頓縣

## 聚居地

### 已建制地區
- 阿爾皮納（部分）
- 貝爾豐特
- 伯格曼
- 鑽石城
- 埃弗頓
- 哈里森（核心城市）
- 傑斯珀
- 利德希爾
- 奧馬哈
- 南利德希爾
- 瓦利斯普林斯
- 韋斯特恩格羅夫
- 辛克

### 未建制地區
- 馬布爾福爾斯
- 奧維（英语：Olvey, Arkansas）

## 人口統計
根據2000年美國人口普查，此小型都會統計區人口有42,556人，住房計17,351戶，家庭計12,356個。在此區中，97.56%的居民為白人，0.12%的居民為非裔美國人，0.68%的居民為美國原住民，0.29%的居民為亞裔美國人，0.02%的居民為太平洋島裔美國人，0.35%的居民來自其他種族，0.99%的居民為混血種族。此外有1.06%的居民為西班牙裔或拉丁裔美國人。
此小型都會統計區每戶平均收入27,372美元，每個家庭平均收入32,554美元。男性平均收入24,760美元；女性平均收入18,442美元。整體人均收入14,982美元。